# Partido judicial de Villarreal
El partido judicial de Villarreal es uno de los cinco partidos judiciales de la provincia de Castellón, Comunidad Valenciana; en concreto se trata del partido judicial n.º 5 de la provincia de Castellón .
El ámbito territorial, que viene regulado por el Real Decreto 529/1983, de 9 de marzo, comprende los municipios de:
- Burriana
- Villarreal